# Zivilisationsökologie
Zivilisationsökologie ist die interdisziplinäre Wissenschaft vom Umweltschutz. Im englischsprachigen Raum entsprechen der Bezeichnung in etwa „ecology of civilization“ und „social ecology“.

## Geschichte
Nach dem ersten Bericht über Die Grenzen des Wachstums (1972) des Club of Rome erschienen in Deutschland politische Bücher wie „Ein Planet wird geplündert“ von Herbert Gruhl und „Leben und Überleben / Einführung in die Zivilisationsökologie“ von Harald Stumpf – letzteres mit teilweise wissenschaftlichem Anspruch. Zivilisationsökologische Ansätze wurden daraufhin vor allem in den Geo- und Biowissenschaften, z. B. von Hartmut Leser und D. Panzer an der Universität Basel sowie im Tübinger Universitätsinstitut für Pflanzenphysiologie u. a. von Helmut Metzner weiterverfolgt.
In den ersten Arbeiten trat der negative Ausgangspunkt der Zivilisationsökologie sehr deutlich zutage: die Umweltbelastung einerseits und die Endlichkeit an verfügbarer Natur in Form von Rohstoffen, billiger Energie und Freiraum. Die seit den 1970er Jahren in Deutschland zunächst in Form von örtlichen Bürgerinitiativen entstandene Umweltbewegung organisierte sich zunehmend in auch überörtlich politisch tätigen Umweltverbänden und trug stark zur öffentlichen Sensibilisierung für den Umweltschutz bei. Zur unabhängigen Erarbeitung wissenschaftlicher Grundlagen wurden private Forschungseinrichtungen wie 1977 das Öko-Institut e. V. gegründet. Weitere Gründungen von Forschungseinrichtungen in öffentlicher Trägerschaft wie z. B. das Wuppertal Institut GmbH folgten.
Der 1980 unter dem Titel „Global 2000“ erschienene Bericht an den US-Präsidenten bestätigte viele der Befürchtungen im weltweiten Maßstab. Für die wissenschaftliche Auseinandersetzung wirkten die teils vehement geführten öffentlichen Diskussionen allerdings erschwerend. Mit der zunehmend differenzierteren Kenntnis der Umweltbelastungen, ihrer Ursachen und entsprechender Vermeidungsstrategien entwickelte sich die Zivilisationsökologie mit ihren gezielten Beiträgen zur Umweltplanung zu einer Vielzahl angewandter Wissenschaftszweige. Entsprechend ihrem Gegenstand ist sie heute die Querschnittswissenschaft vom Umweltschutz.
Dabei stand und steht die Umwelttechnik als marktwirtschaftlich einsetzbares Hilfsmittel oft im Vordergrund der Betrachtung, obwohl sich in den letzten beiden Jahrzehnten des 20. Jahrhunderts herausgestellt hat, dass durch den bloßen Einsatz von Umwelttechnik vor allem Problemverlagerungen erzielt wurden (z. B. von den Rauchgasfiltern zum Treibhauseffekt, von den Kfz-Katalysatoren zum Verkehrsdilemma, von der Müllverbrennung zum globalen Ressourcenraubbau). Allein mit dem Element Technik, das lediglich dem Zivilisierungssystem immanent ist, lassen sich die Probleme, die dieses System mit seiner natürlichen Umwelt hat, offenbar nicht lösen. Vielmehr sind an der zivilisatorischen Grundhaltung moderner Gesellschaften auch ethisch begründete Korrekturen vorzunehmen wie sie Hans Jonas oder Klaus Michael Meyer-Abich vorschlagen.

## Herausforderungen der Gegenwart
Die Naturpotenziale, insbesondere die Regenerationsfähigkeit von Ökosystemen, sind oft leistungsfähiger als technische Lösungen und stellen einen wichtigen Mechanismus zur Minderung von Umweltbelastungen dar. Diese natürlichen „Senken“ (z. B. für Treibhausgase) können jedoch nur begrenzt genutzt werden. In der direkten Betrachtung werden die komplexen Wechselwirkungen von Natur und Ökonomie häufig nicht ausreichend berücksichtigt. Eine ganzheitliche Bewertung der natürlichen Regenerationspotenziale erfordert daher die Einbeziehung des gesamten Zivilisationsökosystems.

Modell des Zivilisationsökosystems

Eine umweltverträgliche Form der Zivilisation macht sich nach dem „Jiu-Jitsu-Prinzip“ (Vester, 1980) die vorhandenen Naturpotenziale zunutze, anstatt sie mit technischen Krücken ersetzen zu wollen. Langfristiges Ziel ist die Vermeidung von Umweltbelastungen und das Auskommen ohne fossile Energieträger und ohne Massenausbeutung mineralischer Rohstoffe. Für den Übergang sind gegenwärtig passende Übergangstechnologien, die Ausweitung der Zivilgesellschaft und die Einübung von Verhaltensänderungen notwendig.
Einerseits ist zu erkennen, dass bereits entstandene Umweltschäden nachhaltig negative Auswirkungen haben und weiter haben werden (z. B. FCKW in der Atmosphäre, Klimaveränderungen, Artensschwund), andererseits sind für eine positive nachhaltige Entwicklung auf dem ‚Raumschiff Erde‘ die Notwendigkeiten, die Chancen und die Zeithorizonte für Maßnahmen und Übergangstechnologien zu erkunden. Bewusstseins- und Verhaltensänderungen, höhere Technikeffizienz und Prozessoptimierungen, Wohlstandsmehrung bei gleichzeitiger Schaffung nachhaltiger Stoff- und Energiekreisläufe durch Energie- und Stoffstrommanagement (Stoffstrom-Minimierung) sind nur einige der anstehenden Herausforderungen – besonders für die Umweltpolitik-Beratung, den Umwelt-Markt und die pragmatische Umweltberatung für die Verbraucher. Das bisherige Verbrauchsverhalten ist zu einem Gebrauchsverhalten weiterzuentwickeln bei dem sich der Einzelne als in der Nutzer-Position innerhalb eines Dienstleistungssystems sieht und bewusst verhält. Das dazu notwendige Wissen wird durch zivilisationsökologische Forschung zur Verfügung gestellt.

## Methodik und Abgrenzung

Einordnung und Abgrenzung der Zivilisationsökologie

Methodisch nimmt die Zivilisationsökologie sozial- und kulturwissenschaftliche, naturwissenschaftliche und geisteswissenschaftliche theoretische Grundlagen auf, um bezüglich des Schutzes der zivilisatorisch veränderten und sich weiter verändernden Umwelt wissenschaftliche Beiträge zu leisten mit dem Ziel einer Optimierung menschlich zivilisierten Daseins auf der Erde.
Neben den überwiegend naturwissenschaftlich arbeitenden Disziplinen Geoökologie und Bioökologie, in denen natürliche Teilsysteme untersucht werden, geht die Zivilisationsökologie als dritte spezialisierte Teildisziplin der Ökologie vom Wirken der Menschen und den technisch bedingten Veränderungspotenzialen aus und bezieht die damit verbundenen Umweltbelastungen in ihre Untersuchungen mit ein. Im methodologischen Vordergrund stehen die spezifisch ökologischen Methoden mit Vernetzungscharakter, insbesondere die systematische Erfassung von funktionalen Zusammenhängen oder Prozessabläufen in Organigrammen. Dabei wird ein umfassendes Grundmodell des globalen Zivilisationsökosystems zu Grunde gelegt.
Im Unterschied zur Humanökologie, die eine überwiegend humanmedizinische und damit systemimmanente Perspektive hat, werden in der Zivilisationsökologie aus einer Außenperspektive kybernetische Modelle gebildet, um Zusammenhänge in ihrer Komplexität zu erfassen. Reduktionen auf abstrakte „Mensch-Umwelt-Beziehungen“, wie sie v. a. in der Humanökologie in englischsprachigen Ländern häufig zu finden sind, sind dazu nicht hinreichend.

## Zivilisationsökologie als angewandte Wissenschaft
Ausgehend von konstatierten Umweltbelastungen und Konfliktkonstellationen geht die angewandte Zivilisationsökologie quasi therapeutisch vor. Ihr Anliegen ist das Finden von Lösungen für Umweltprobleme. Das erfordert eine polykausale Methodik zum Auffinden der Ursachenzusammenhänge über das Vorschlagen von ethisch vertretbaren Lösungswegen und politisch umsetzbaren Vorgehensweisen bis hin zu pragmatischen Durchsetzungsstrategien zur ökonomischen Vermeidung oder Verminderung von Umweltbelastungen.
Die Agrarökologie ist als die Lehre von den energetischen, stofflichen und informatorischen Wechselbeziehungen zwischen der Agrarwirtschaft (Landbau, Nutztiere, Nutzpflanzen, Lebensmittellogistik, Nahrungsmittelindustrie), den übrigen Lebewesen der Agrarlandschaft und der Kompartimente des Geosystems eine Teildisziplin der Zivilisationsökologie. Weitere Teildisziplinen sind die Siedlungsökologie, die Landschaftsökologie und die Stadtökologie. Sie befassen sich mit den Wechselwirkungen menschlicher Behausungen, Siedlungen, Betriebe und Anlagen oder industriellen Ballungsgebieten und deren Umwelt.